# Рехович, Марьян
Марьян Юзеф Рехович (пол. Józef Marian Rechowicz; 4 сентября 1910, Тернопольская область — 29 сентября 1983, Люблин) — польский учёный, педагог, религиозный деятель. Профессор и ректор Люблинского католического университета, епископ — апостольский администратор с резиденцией в Любачуве.

## Биография
Отец — Михал, владелец нескольких торговых предприятий, погиб во время первой мировой в 1916 году. Мать — жена отца Марцелина из Цукровских.
С 1921 года учился в Теребовельськой классической гимназии, где окончил 5 классов. В 1925 году поступил в Малой архиепископской семинарии во Львове, одновременно учась в гимназии имени Г. Сенкевича, где в 1928 году составил матур. Капелланское рукоположение получил 22 июня 1933. В 1933-34 — викарий и катехит в Струсове, в 1934-36 — в Тернополе (здесь также входил в состав редколлегии газеты «Głos polski», которую издавало «Общество Школы Людовой»), в 1936-38 — на приходы при костеле святой Эльжбеты во Львове. Во Львове также был катехитом частной женской гимназии им. Юлиуша Словацкого. Работал также младшим и старшим ассистентом Львовского университета. Преподавал в Ягеллонском университете с 1945 до 1950 года. Затем — профессор и ректор Люблинского католического университета. 3 марта 1974 году рукоположен в епископа Стефаном Вышинским. 31 декабря 1973 года назначен титулярным епископом и администратором апостольским Львовской архидиецезии.
Автор более 170 работ, в частности, биографий в Польском биографическом словаре.
Умер от сердечного приступа 29 сентября в госпитале в Люблине. Похоронен 1 октября 1983 года в епископском склепе на кладбище в Любачеве. Погребальную церемонию исполнил вроцлавский митрополит Генрик Роман Гульбинович.

## Замечания
1. ↑  иногда Мариан-Юзеф
2. ↑  есть дата также 23 сентября → Ks. Józef Marian Rechowicz (1910-1983)